# Браозы
Браозы (англ. de Braose, современное произношение: де Брайоз; фр. de Briuze — де Бриуз) — английский дворянский род нормандского происхождения в Средние века. После нормандского завоевания Англии дом де Браоз получил во владение суссексский рейп Брамбер, однако в дальнейшем интересы рода концентрировались, прежде всего, в Уэльсе. Активные участники англонормандской экспансии в Уэльсе, де Браозы к концу XII века стали самым влиятельным дворянским родом Валлийской марки, подчинив большую часть Радноршира и Брекнокшира, Гауэр, верхний Монмутшир и графство Лимерик в Ирландии. В результате конфликта Уильяма де Браоза с королём Иоанном Безземельным дом де Браоз на некоторое время в начале XIII века лишился влияния в стране, однако позднее частично восстановил свои позиции и играл одну из ключевых ролей в англо-валлийских отношениях XIII века и завоевании Уэльса Эдуардом I. После прекращения старшей линии де Браозов в 1230 году большинство их владений перешло к роду Мортимеров. Боковые ветви просуществовали до XV века, однако их представители уже не играли сколь-либо существенной роли в политической жизни Англии.

## Происхождение

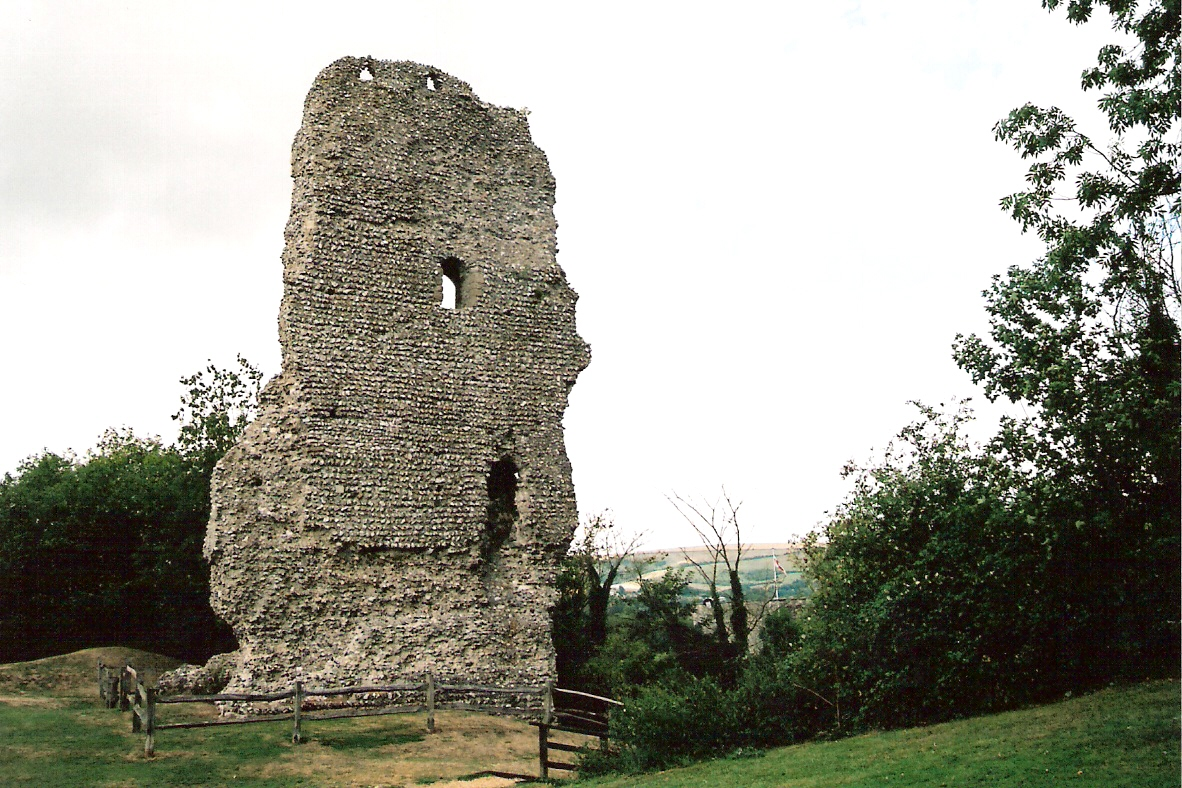
Руины замка Брамбер (осн. ок. 1075), первой резиденции де Браозов в Англии

Дом де Браоз вёл своё происхождение из Нормандии. Его основатель — Вильгельм де Бриуз (ум. 1093) владел небольшим замком Бриуз в Нижней Нормандии неподалёку от Фалеза, на территории современного департамента Орн. Вильгельм, очевидно, принадлежал к среднему рыцарству и не выделялся знатностью или богатством. Об отце де Бриуза ничего не известно, а мать, возможно, была из северофранцузского рода д’Иври и находилась в родстве с Вильямом Фиц-Осберном. В 1066 году де Бриуз принял участие в нормандском завоевании Англии и, вероятно, сражался в битве при Гастингсе. За службу король Вильгельм Завоеватель предоставил ему один из рейпов Суссекса, находящийся на важном с военной и торговой точек зрения пути из Нормандии в Лондон, где Бриуз построил замок Брамбер, став таким образом 1-м лордом Брамбера, а также замок Непп. Первые сведения о Вильгельме де Бриузе в исторических документах относятся именно к периоду непосредственно после завоевания, когда в качестве владельца Брамберского рейпа Вильгельм даровал ряд земельных участков аббатству Баттл, основанному на месте сражения при Гастингсе. Помимо Брамбера, де Бриуз также получил множество маноров в других частях Англии, в частности в районе Уарема в Дорсете, а также в Шропшире, на границе с Уэльсом. Именно последние с конца XI века стали территориальной базой для экспансии, развёрнутой де Браозами в направлении валлийских княжеств Центрального Уэльса, и основой их могущества в ранненормандской Англии.

## Основные представители
Сын Вильгельма де Браоза Филипп, 2-й лорд Брамбера (ум. в 1130-х), в конце XI века в числе других англонормандских баронов валлийского приграничья начал планомерное наступление на соседние земли Среднего Уэльса. Ему удалось завоевать достаточно значительную территорию к северу от Брихейниога, где им были основаны замки Раднор и Бильт, ставшие центрами владений Браозов в Валлийской марке. Старший сын Филиппа Уильям де Браоз, 3-й лорд Брамбера (ум. ок. 1181), благодаря женитьбе на наследнице Миля Глостерского присоединил к своим владениям большую часть Брекнокшира и верхний Монмутшир с замками Абергавенни и Брекон. В результате под его властью оказался практически вся Средняя Валлийская марка, что вывело де Браозов на первый план среди англонормандских аристократов Уэльса. Младший брат Уильяма Филипп де Браоз (ум. до 1201) участвовал в завоевании Ирландии Генрихом II в 1171—1172 годах и закрепил за собой территорию современного графства Лимерик.

Герб Уильяма де Браоза, 4-го лорда Брамбера

Пик могущества Браозов пришёлся на конец XII — начало XIII веков и был связан с деятельностью Уильяма де Браоза, 4-го лорда Брамбера (ум. 1211). Уильям был ключевой фигурой в англо-валлийских отношениях этого периода. В 1170-х — 1180-х он вёл практически непрекращающиеся войны с валлийцами, в 1175 году организовал убийство нескольких валлийских князей и членов их семей в своём замке Абергавенни, а в 1198 году разгромил войска Гвенвинвина, правителя Южного Поуиса в сражении у Пайнкасла. Однако уже в 1189 году Уильям заключил союз с королём Дехейбарта, выдав свою дочь замуж за сына Риса ап Грифида. В начале правления Иоанна Безземельного Уильям де Браоз являлся одним из ближайших соратников короля и пользовался его особым покровительством. Это позволило ещё более увеличить земельные владения семьи: Уильям получил графство Лимерик, замки Хай (Брекнокшир), Тотнес (Девон), Уайт, Скенфрит и Гросмонт (все — Монмутшир), опеку над Гламорганом, Монмутширом и Гуинллугом, в 1203 году король пожаловал ему Гауэр, а в 1206 году назначил шерифом Херефордшира и юстициаром Глостершира. Уильям де Браоз играл ключевую роль в пленении Артура Бретонского в 1202 году, а затем отвечал за его содержание под стражей. Однако за быстрым взлётом Уильяма последовало его стремительное падение: в 1207 году он был, по не совсем понятной причине, смещён со своих постов и лишён владений. После попытки организовать восстание в Уэльсе, в 1210 году Уильям де Браоз бежал во Францию, где и скончался. Жена и старший сын Уильяма, по легенде, были замучены голодом королём Иоанном в Виндзорском замке.
В 1213 году в Англию вернулся Реджинальд де Браоз (ум. 1228) и его брат Жиль, епископ Херефорда (ум. 1215), младшие сыновья Уильяма. Они подняли восстание против короля в Уэльсе и добились возвращения владений дома де Браоз. Реджинальду, однако, не удалось полностью восстановить позиции семьи и, потерпев ряд поражений от валлийцев Дехейбарта и Гвинеда, он признал сюзеренитет Лливелина ап Иорверта, а в 1221 году уступил Гауэр своему племяннику Джону де Браозу (ум. 1232), который основал таким образом боковую линию дома, во владение которой перешёл помимо Гауэра Брамбер, Уайткасл, Скенфрит и Гросмонт. Сын Реджинальда Уильям, казнённый в 1230 году за любовную связь с женой Лливелина, не оставил после себя потомства мужского пола, в результате чего владения де Браозов в Средней марке были разделены между четырьмя дочерьми Уильяма и их детям. Большая их часть, включая Раднор, досталась дому Мортимеров, потомкам Мод де Браоз (ум. 1301), которые таким образом заместили де Браозов в качестве доминирующей силы Центрального Уэльса. Абергавенни отошёл к Джону Гастингсу, внуку Эвы де Браоз (ум. 1255), Брекон и Хай — к роду де Богун, а Бильт был включён в состав королевского домена.

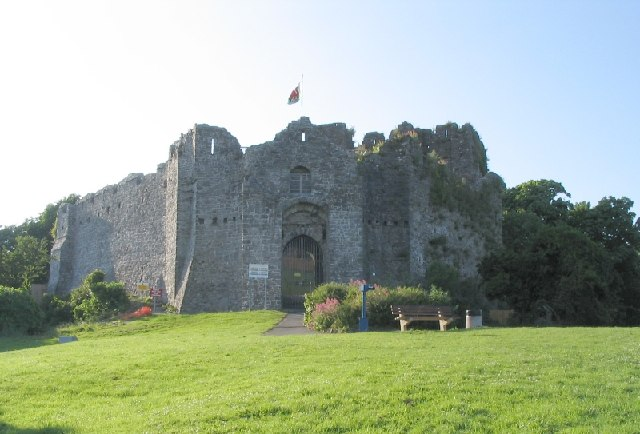
Замок Ойстермаут в Гауэре, перестроенный Уильям де Браозом, лордом Гауэра

Представители Гауэрской линии де Браозов в XIII веке оставались на втором плане в среде англонормандской аристократии Валлийской марки. Уильям де Браоз, 1-й барон Браоз, (ум. 1291), участвовал в кампаниях Эдуарда I по завоеванию Уэльса. Его сын, также по имени Уильям (ум. 1326), в 1320 году продал Гауэр Хамфри де Богуну, графу Херефорд. Это было оспорено другими потенциальными наследниками из домов Мортимер и Моубрей. Более того, король Эдуард II объявил о конфискации Гауэра и передаче его своему фавориту Хью Диспенсеру. После нескольких лет борьбы за наследство Браозов Брамбер и Гауэр достались Джону де Моубрею (ум. 1361), чьи потомки в конце XIV века получили титул герцогов Норфолк. Боковые линии Браозов продолжали существовать до XVIII века в Дорсете, Суффолке, Глостершире и Суссексе (в Суффолке и Суссексе — под фамилией Брюc (англ. Brewes)), однако их представители уже являлись лишь небогатыми рыцарями, вассалами более крупных английских баронов.

## Генеалогия
Вильгельм де Бриуз (ум. 1093), сеньор де Бриуз, 1-й лорд Брамбера, участник битвы при Гастингсе; жена: Эва де Буасси;
1. Филипп де Браоз (ум. в 1130-х), 2-й лорд Брамбера, завоеватель Радноршира, лорд Раднора и Бильта, участник Первого крестового похода; жена: Аэнора Тотнес, наследница замка Тотнес в Девоне;
  1. Уильям де Браоз (ум. ок. 1181), 3-й лорд Брамбера, лорд Раднора и Бильта, лорд Брекона и Абергавенни (с 1066); жена: Берта, дочь Миля Глостерского, графа Херефорда;
    1. Уильям де Браоз (ум. 1211), 4-й лорд Брамбера, 7-й барон Абергавенни, лорд Раднора, Бильта и Брекона, лорд Гауэра (с 1203); лорд Лимерика (с 1201), лорд Уайткасла, Скенфрита и Гросмонта; шериф Херефордшира и юстициар Глостершира (с 1206), близкий соратник Иоанна Безземельного, участник пленения и, вероятно, свидетель убийства Артура Бретонского; владения и должности конфискованы в 1207 году; жена (до 1170): Мод де Сен-Валери (ум. 1210), дочь Бернара де Сен-Валери;
      1. Уильям де Браоз (ум. 1210), арестован вместе с матерью в 1210 г. по приказу Иоанна Безземельного и умер, вероятно от голода, в Виндзорском замке; жена: Матильда де Клер, дочь Ричарда де Клера, 4-го графа Хертфорд;
        1. Джон де Браоз (ум. 1232), лорд Гауэра (с 1219), 7-й лорд Брамбера (с 1226), лорд Уайткасла, Скенфрита и Гросмонта (1228—1230), вассал Хьюберта де Бурга, графа Кента (с 1230); жена (1219): Мараред верх Лливелин (ум. после 1263), дочь Лливелина ап Иорверта, короля Гвинеда;
          1. Уильям де Браоз (ум. 1291), лорд Гауэра, 8-й лорд Брамбера, 1-й барон Браоз; 1-я жена: Алина де Мультон, дочь Томаса де Мультона, лорда Гилсланда; 2-я жена: Агнесса де Мёле, дочь Николя де Мёле, коменданта Кардигана и Кармартена; 3-я жена: Мэри де Рос, дочь Роберта де Рос;
            1. (1) Уильям де Браоз (ум. 1326), 2-й барон Браоз, лорд Гауэра, участник завоевания Уэльса Эдуардом I, в 1320 году продал права на Гауэр Хамфри де Богуну, графу Херефорд; 1-я жена: Агнесса; 2-я жена (1317): Элизабет де Сюлли;
              1. Уилям де Браоз (ум. 1320), лорд Лландимора;
              2. Джоанна де Браоз (ум. 1323); 1-й муж (ок. 1295): Джеймс де Богун, лорд Мидхерст (ум. 1306); 2-й муж (1310): Ричард Фолиот (ум. 1317);
              3. Алина де Браоз (ум. 1331), наследница Гауэра и Брамбера; 1-й муж (1298): Джон де Моубрей (4 сентября 1286 — 23 марта 1322), 2-й барон Моубрей, участник баронского движения против Эдуарда II; 2-й муж: Ричард де Пешейль; Гауэр и Брамбер унаследовали дети Алины де Браоз и Джона де Моубрея;

            2. (2) Жиль де Браоз (ум. 1305), лорд Ноултон (Дорсет) и Бакингем, участник войн с Шотландией; 1-я жена: Беатриса де Сент-Хелен, дочь Джона де Сент-Хелен; 2-я жена: Мод де Уайтни, дочь Эсташа де Уайтни; потомки Жиля де Браоза — Брюсы из Дорсета;
            3. (3) Ричард де Браоз (ум. 1296), лорд Тетбери (Глостершир) и Чесворта (Суссекс);
            4. (3) Питер де Браоз (ум. 1312), лорд Тетбери и Чесворта; жена (1300): Агнесса, вдова Генри Хьюза; потомки Питера де Браоза — Брюсы из Глостершира и Брюсы из Суссекса, линии угасли в XV веке;
            5. (3) Маргарита де Браоз (ум. до 1319); муж (1303): Ральф де Камойс, комендант Виндзорского замка;
            6. (3) Уильям де Браоз;

          2. Ричард де Браоз (ум. 1292), лорд Стинтон (Норфолк); жена: Алиса ле Рус (ум. 1301), вдова Ричарда Лонгспе; потомки Ричарда де Браоза — Брюсы из Суффолка, линия угасла в XVIII веке;
          3. Джон де Браоз (ум. до 1295), лорд Корсем (Уилтшир) и Гласбери (Брекнокшир), на службе у дома де Клер;
          4. Лливелин де Браоз (ум. 1291), лорд Синтон, вассал Клиффордов;

        2. Жиль де Браоз, содержался под арестом в замке Корф до 1218;
        3. Филипп де Браоз;
        4. Уолтер де Браоз (ум. ок. 1233); жена (ок. 1223): Хависа Лондонская;
        5. Гилберт де Браоз;
        6. Ричард де Браоз;
        7. Мод де Браоз (р. 1200); муж: Генри де Траси;

      2. Мод де Браоз (ум. 1210); муж (1189): Грифид ап Рис II (ум. 1201), сын Риса ап Грифида, короля Дехейбарта;
      3. Жиль де Браоз (ум. 1215), епископ Херефорда (с 1200), барон Абергавенни (с 1215), один из руководителей баронского движения против короля Иоанна в 1213—1215 гг.;
      4. Реджинальд де Браоз (ум. ок. 1228), восстановлен в правах наследования земель де Браозов в 1216—1217 гг., 5-й лорд Брамбер (до 1226), 9-й барон Абергавенни, лорд Раднора, Бильта и Брекона, лорд Гауэра (до 1219); 1-й жена: Грейс, дочь Уильяма де Бривера; 2-я жена (1215): Гвладис Ди, дочь Лливелина ап Иорверта, короля Гвинеда;
        1. Уильям де Браоз «Чёрный Уильям» (ок. 1197—1230), 10-й барон Абергавенни, лорд Раднора, Бильта и Брекона, казнён за любовную связь с женой Лливелина ап Иорверта; жена: Ева Маршал (ум. 1246), дочь Уильяма Маршала, графа Пембрука;
          1. Изабелла де Браоз (ум. ок. 1248), наследница Бильта; муж: Давид ап Лливелин (ум. 1246), правитель Гвинеда, сын Лливелина ап Иорверта; детей не имели, после смерти Изабеллы Бильт был включён в состав королевского домена;
          2. Мод де Браоз (ум. 1301), наследница Раднора; муж: Роджер Мортимер, 1-й барон Вигмор (ум. 1282);
          3. Ева де Браоз (ум. 1255); наследница Абергавенни; муж (1241): Уильям III де Кантилуп (ум. 1254). Старшая дочь Евы и Уильяма Джоанна де Кантилуп (ум. 1271) вышла замуж за Генри де Гастингса (ум. 1268), таким образом Абергавенни перешёл во владение дома Гастингс;
          4. Элеонора де Браоз (ум. 1251), наследница Хая и Брекона; муж: Хамфри де Богун (ум. 1265), их сын: Хамфри де Богун, 3-й граф Херефорд;

        2. Матильда де Браоз; муж: Рис Мехил (ум. 1244), сын Риса Грига и внук Риса ап Грифида;

      5. Роджер де Браоз;
      6. Филипп де Браоз;
      7. Берта де Браоз; муж: Уильям де Бошем, лорд Элмли (ум. 1197);
      8. Томас де Браоз;
      9. Вальтер де Браоз;
      10. Джон де Браоз (ум. 1205); жена (1204): Амабиль де Лимези;
      11. Маргарита де Браоз (ок. 1177 — ок. 1255); муж: Уолтер де Ласи (ум. 1241), лорд Мита;
      12. Генри де Браоз;
      13. Аннора де Браоз (ок. 1190 — ок. 1241), наследница Тетбери (Глостершир), арестована в 1210 г. по приказу Иоанна Безземельного за попытку бегства в Ирландию, освобождена в 1214 г.; муж: Гуго де Мортимер, лорд Вигмор (ум. 1227); детей не имели;
      14. Лоретта де Браоз (ум. ок. 1266); муж: Роберт де Бомон, 4-й граф Лестер;
      15. Фландрина де Браоз, аббатиса Годстоу;
      16. Бернард де Браоз;

    2. Мод де Браоз; муж: Джон де Бромптон;
    3. Сибилла де Браоз (1150—1227); 1-й муж: Уильям де Феррерс, 3-й граф Дерби (ум. 1190); 2-й муж: Адам де Порт;
    4. Джон де Браоз;
    5. Роджер де Браоз;

  2. Филипп де Браоз (ум. до 1201), участник нормандского завоевания Ирландии, комендант Уэксфорда и сеньор Северного Мунстера;
  3. Базилия де Браоз; муж: Эд де Даммартен;
  4. Гилиана де Браоз; муж: Фульк дю Мерль.